# Йоганн Ворст
Йоганн Ворст  (нім. Johann Worst, лат. Johannes (Hannos) Worst, д.-рус. Ханысъ Вgрзьсть) — львівський міщанин XIV—XV ст., купець. Лавник (1385—1388), міський райця (1388—1417). Бурмистр Львова в 1389 р.

## Життєпис
В жовтні 1408 р. брав участь в посольстві Львова до молдавського правителя Олександра Доброго разом з львівськими купцями Мичком Куликівським, Яном Зоммерштайном та Миколаєм Русином і міським писарем Йоганном. Посольство отримало дозвіл купцям зі Львова, руської та подільської земель вільно торгувати в Молдавії після сплати відповідних мит та податків.